# Branchinecta sandiegonensis
Branchinecta sandiegonensis là một loài giáp xác trong họ Branchinectidae.